# Владимир Ильич
«Владимир Ильич» — тип четырёхпалубных речных теплоходов, строившихся на верфи VEB Elbewerft Boizenburg/Rosslau Бойценбург (ГДР) в 1974—1983 годах, известный также как проект 301 и BiFa 125М, и имя головного судна этой серии. Всего по заказам СССР для Северо-Западного, Волжского, Московского, Беломорско-Онежского, Волго-Донского, Камского, Амурского пароходства России, Украинского Днепровского пароходства было построено 22 судна трёх различающихся серий этого типа.

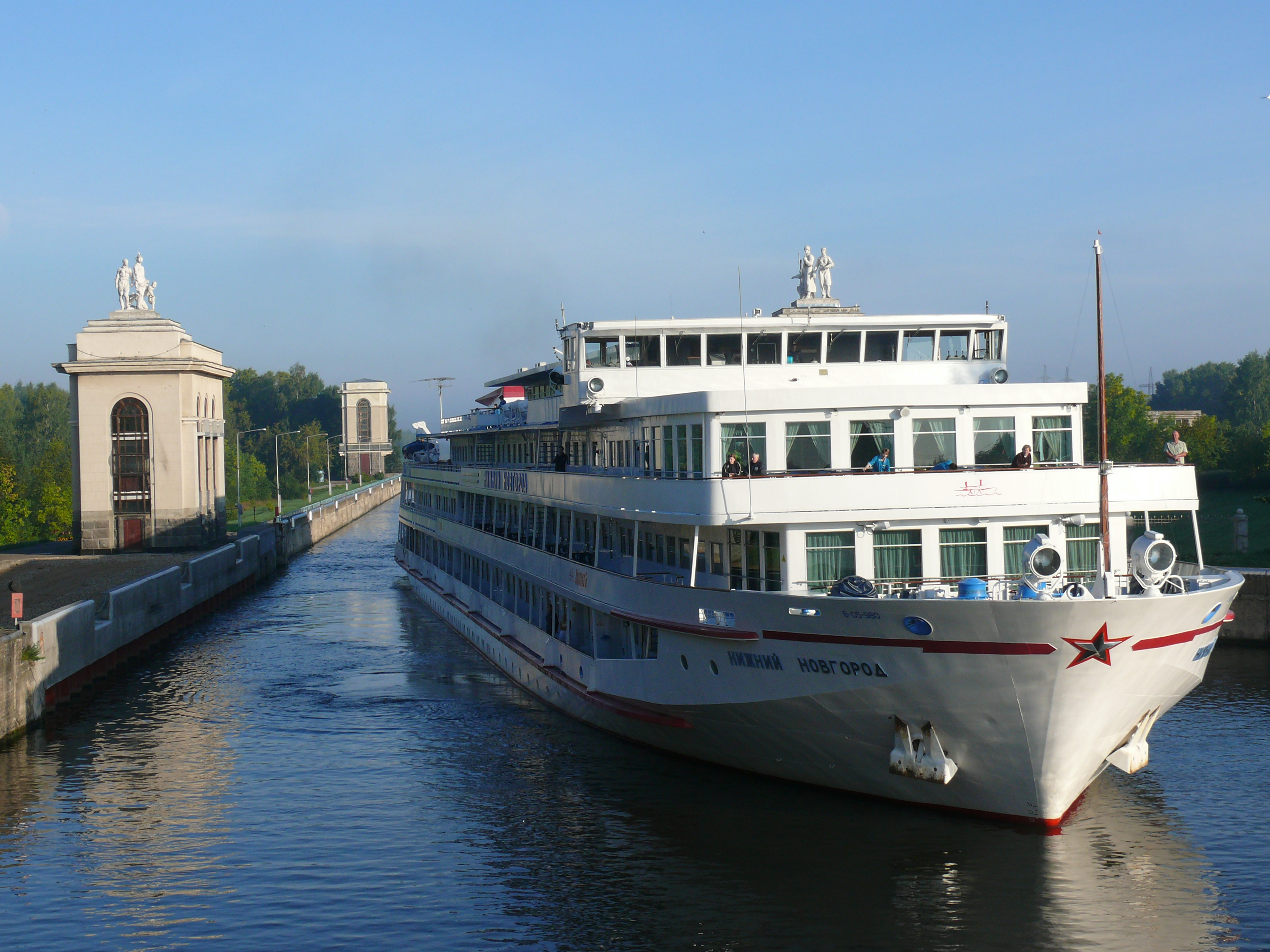
Теплоход второй серии «Нижний Новгород» (ранее «Советская Россия») на выходе из шлюза

## Характеристика
Большие пассажирские суда, предназначенные для совершения речных круизов, ставшие первой массовой серией судов такого класса в СССР. Вместимость — 360 пассажиров, размещаемых в одно-, двух-, трёхместных кондиционированных каютах, каждая из которых оборудована индивидуальным санузлом. Ресторан, кафе, салоны и кинозалы оборудованы раздвижными стенами и крышей.
Район плавания теплоходов ограничивается водными бассейнами разряда «О», разрешён проход по Ладожскому и Онежскому озёрам при высоте волны до 2,5 метра.

## Речные круизные суда проекта 301 / BiFa125M (ГДР)
Переименование судов указано в скобках в хронологическом порядке, английская транслитерация по образцу и согласно Российскому морскому регистру судоходства:
| Тип Владимир Ильич          | Тип Владимир Ильич                                                                            | Тип Владимир Ильич                                                                         |
| № п/п                       | Название                                                                                      | Английская транслитерация                                                                  |
| Проект 301 — Первая серия   | Проект 301 — Первая серия                                                                     | Проект 301 — Первая серия                                                                  |
| First series of Project 301 | First series of Project 301                                                                   | First series of Project 301                                                                |
| --------------------------- | --------------------------------------------------------------------------------------------- | ------------------------------------------------------------------------------------------ |
| 1                           | Владимир Ильич (Санкт-Петербург)                                                              | Vladimir Ilyich (Sankt-Peterburg)                                                          |
| 2                           | Мария Ульянова, (Петергоф, Викинг Рюрик)                                                      | Mariya Ulyanova (Petergof, Viking Rurik)                                                   |
| 3                           | Евгений Вучетич (Принцеса Дніпра) (Маленький Принц)                                           | Yevgeniy Vuchetich (Printsesa Dnipra (Little Prince)                                       |
| 4                           | Советская Украина (Константин Коротков)                                                       | Sovetskaya Ukraina (Konstantin Korotkov)                                                   |
| 5                           | Тихий Дон                                                                                     | Tikhiy Don                                                                                 |
| 6                           | XXV съезд КПСС (Леся Українка, Леся Украинка, Петр Чайковский, Огни большого города (с 2022)) | XXV Syezd KPSS (Lesya Ukrai’nka, Lesya Ukrainka, Petr Chaykovskiy, Lights of the big city) |
| Проект 301 — Вторая серия   |                                                                                               |                                                                                            |
| 7                           | Советская Россия (Нижний Новгород)                                                            | Sovetskaya Rossiya (Nizhny Novgorod)                                                       |
| 8                           | 60 лет Октября (Floks, Avicena)                                                               | 60 let Oktyabrya (Floks, Avicena)                                                          |
| 9                           | Россия (Советская Россия, Россия)                                                             | Rossiya (Sovetskaya Rossiya, Rossiya)                                                      |
| 10                          | Владимир Маяковский                                                                           | Vladimir Mayakovskiy                                                                       |
| 11                          | В. И. Ленин (Максим Рильський, Максим Рыльский, Михаил Булгаков)                              | V. I. Lenin (Maksym Rilskiy (ukr.), Maksim Rylskiy (russ.), Mikhail Bulgakov)              |
| 12                          | Александр Ульянов (Кронштадт)                                                                 | Aleksandr Ulyanov (Kronshtadt)                                                             |
| 13                          | Михаил Ломоносов (Вікінг Сінеус)                                                              | Mikhail Lomonosov (Viking Sineus)                                                          |
| 14                          | Константин Федин                                                                              | Konstantin Fedin                                                                           |
| 15                          | 30 лет ГДР (Владимир Арсеньев, Ferris Flotel)                                                 | 30 let GDR (Vladimir Arsenyev, Ferris Flotel)                                              |
| 16                          | Виссарион Белинский                                                                           | Vissarion Belinskiy                                                                        |
| Проект 301 — Третья серия   |                                                                                               |                                                                                            |
| 17                          | Советская Конституция (Николай Карамзин)                                                      | Sovetskaya Konstitutsiya (Nikolay Karamzin)                                                |
| 18                          | Николай Чернышевский                                                                          | Nikolay Chernyshevskiy                                                                     |
| 19                          | Николай Добролюбов (Андрей Рублев)                                                            | Nikolay Dobrolyubov (Andrey Rublev)                                                        |
| 20                          | Александр Радищев                                                                             | Aleksandr Radishchev                                                                       |
| 21                          | Александр Грибоедов (Княжна Виктория)                                                         | Aleksandr Griboyedov (Knyazhna Viktoriya)                                                  |
| 22                          | Федор Достоевский                                                                             | Fedor Dostoevskiy                                                                          |

## Судапроекта 301по сериям
Список судов проекта содержит все суда с указанием в примечании первоначального имени и последующих переименований в обратном хронологическом порядке слева направо:
| Дата постройки                                  | Стр. номер | Фото | Название             | Владелец                  | Флаг | Маршруты                                                           | IMO     | Переименование, статус |
| Суда типа Владимир Ильич / проект 301/BiFa 125М |            |      |                      |                           |      |                                                                    |         | |
| Проект 301 — первая серия                       |            |      |                      |                           |      |                                                                    |         | |
| апрель 1975                                     | 326        |      | Санкт-Петербург      | ВодоходЪ                  | →    | → Санкт-Петербург — Валаам — Кижи — Петрозаводск — Санкт-Петербург |         | ранее Владимир Ильич |
| июль 1975                                       | 327        |      | Викинг Рюрик         | Viking River Cruises      | →    |                                                                    |         | ранее Мария Ульянова, Петергоф; оператор Viking River Cruises                                                                                         |
| 1976                                            | 328        |      | Маленький принц      | Созвездие                 | →    |                                                                    |         | Евгений Вучетич, Принцеса Дніпра |
| июль 1976                                       | 329        |      | Константин Коротков  | ВодоходЪ                  | →    | → Нижний Новгород — Пермь — Москва, Москва — Санкт-Петербург       | 7515432 | ранее Советская Украина |
| март 1977                                       | 330        |      | Тихий Дон            | Гранд Серкл Круиз Лайн    | →    | Санкт-Петербург — Москва, Кижи                                     | 7523752 | Grand Circle Cruise Line |
| 1977                                            | 331        |      | Огни большого города | Созвездие                 | →    | →                                                                  | 7608526 | ранее XXV съезд КПСС, Леся Украінка, Леся Украинка, Пётр Чайковский                                                                                   |
| Проект 301 — вторая серия                       |            |      |                      |                           |      |                                                                    |         | |
| сентябрь 1977                                   | 332        |      | Нижний Новгород      | ВодоходЪ                  | →    | → Москва — Санкт-Петербург — Москва, Москва — Пермь — Москва       | 7617785 | ранее Советская Россия |
| 1978                                            | 333        |      | Avicena              | Прочие                    | →    |                                                                    | 8884749 | 60 лет Октября, Флокс — порезан в Аланге 16 мая 2006 года на металлолом за 809 000 долларов                                                           |
| 1978                                            | 334        |      | Россия               | Мостурфлот                | →    |                                                                    | 7638155 | |
| сентябрь 1978                                   | 335        |      | Владимир Маяковский  | Кама Уан Шиппинг Ко. Лтд. | →    |                                                                    | 7706677 | |
| июль 1979                                       | 336        |      | Михаил Булгаков      | Мостурфлот                | →    |                                                                    | 7706689 | ранее В. И. Ленин, Максим Рыльский |
| август 1979                                     | 337        |      | Кронштадт            | ВодоходЪ                  | →    | Санкт-Петербург — Мандроги — Валаам — Санкт-Петербург              | 7706691 | ранее Александр Ульянов |
| сентябрь 1979                                   | 338        |      | Вікінг Сінеус        | Вікінг Україна            | →    |                                                                    | 7823994 | ранее Михаил Ломоносов |
| апрель 1980                                     | 339        |      | Константин Федин     | ВодоходЪ                  | →    |                                                                    | 8031354 | |
| 1980                                            | 370        |      | Ferris Flotel        |                           | →    | Хабаровск — Николаевск-на-Амуре                                    | 8031366 | ранее 30 лет ГДР, Владимир Арсеньев в 1995 г. продан в Южную Корею, плавучая гостиница, опрокинулся во время урагана в 2003 г, порезан на металлолом. |
| ноябрь 1980                                     | 371        |      | Виссарион Белинский  | ВодоходЪ                  | →    | СПб — Нижний Новгород                                              | 8031378 | [ 6 ] |
| Проект 301 — третья серия                       |            |      |                      |                           |      |                                                                    |         | |
| май 1981                                        | 372        |      | Николай Карамзин     | Мостурфлот                | →    | →                                                                  | 8131518 | ранее Советская Конституция |
| август 1981                                     | 373        |      | Николай Чернышевский | ВодоходЪ                  | →    |                                                                    | 8131520 | [ 8 ] |
| сентябрь 1981                                   | 374        |      | Андрей Рублев        | Мостурфлот                | →    |                                                                    | 8131532 | Николай Добролюбов |
| май 1982                                        | 375        |      | Александр Радищев    | ВодоходЪ                  | →    |                                                                    | 8225682 | [ 9 ] |
| май 1982                                        | 376        |      | Княжна Виктория      | Мостурфлот                | →    |                                                                    | 8225694 | Александр Грибоедов |
| март 1983                                       | 377        |      | Федор Достоевский    | Кама Ту Шиппинг Ко. Лтд.  | →    |                                                                    | 8212910 | |